# ミッション:インポッシブル3
『ミッション:インポッシブル3』（M:i:III、原題: Mission: Impossible III）は、2006年のアメリカ映画。J・J・エイブラムスが監督、アレックス・カーツマンとロベルト・オーチーとエイブラムスが脚本を務め、トム・クルーズが主人公イーサン・ハントを演じる。2000年の『M:I-2』に続く、「ミッション: インポッシブル」シリーズの3作目。

## ストーリー
IMF（不可能作戦部隊）のエージェントであるイーサン・ハントは、現在は現場第一線を退き、訓練教官を務めるかたわら本業を秘密にして婚約者のジュリア・ミードと幸せな生活を送っていた。ある日、イーサンの元に教え子の女エージェントのリンジー・ファリスが、ブラックマーケットの商人であるオーウェン・デイヴィアンの監視任務中に拉致され、ベルリンの廃工場に捕らえられているとの情報が上司のジョン・マスグレイブから伝えられる。イーサンは再び危険な現場に戻ることに迷いながらも最終的にリンジー救出作戦への参加を決め、ルーサー・スティッケル、ゼーン・リー、デクラン・ゴームリーらとチームを組みリンジー救出を成功させるが、彼女は頭の中に仕掛けられていた小型爆弾により死亡してしまう。
しかし、廃工場より持ち帰った端末からデイヴィアンに関する情報を得たイーサンらはバチカンでデイヴィアンを拉致し、彼が取引しようとしていた「ラビットフット」なる物品の情報をも得る。それとは別にリンジーが密かにイーサンに託していたファイルにより、IMF局長のセオドア・ブラッセルが裏でデイヴィアンと連絡を取り合っていたことを知る。戸惑うイーサンだったが、そんな中デイヴィアンを護送していた車列が謎の武装集団に襲撃され、彼の逃亡を許してしまう。逃亡したデイヴィアンは手下にジュリアを拉致させると、彼女と引き換えに48時間以内にラビットフットを入手するようイーサンに要求する。
早速ラビットフット入手に動こうとするイーサンだったが、突如IMFのエージェントにより拘束され、IMF本部でブラッセルにバチカンでの作戦を無断で実行していたことなどを咎められる。一方マスグレイブは、イーサンに上海のとあるアパートに向かうよう暗に指示した上で、逃走するよう仕向ける。IMF本部から逃走したイーサンが指示されたアパートに向かうと、マスグレイブから連絡を受けていたルーサーらが合流し、ラビットフットがアパートからほど近いビルに保管されていることを告げられる。イーサンは3人の手を借りビルに侵入しラビットフットを奪うとデイヴィアンに連絡。指示された場所に向かい、現れたデイヴィアンの手下に示された薬を飲み眠りに落ちる。
眠りから覚めたイーサンは、デイヴィアンの手下にリンジーが仕込まれたのと同様の小型爆弾を頭に仕込まれる。次にマスグレイブが現れ、自分がブラッセルの仕業に見せかけてデイヴィアンと連絡を取り合い結託していたことと、中東のバイヤーにラビットフットを売り渡し、それをきっかけにして国による軍事介入と内政干渉が行われる計画を明かす。更に彼はリンジーが密かに託していた情報について話す代わりにジュリアを解放することを提案するが、イーサンは一瞬の隙をついて逃走。ラビットフットに取り付けておいた発信機の情報を頼りにその保管場所に向かうと、そこにいたデイヴィアンを倒しジュリアを救出、更に彼女の手を借り電気ショックにより頭の爆弾を無効化する。イーサンが電気ショックで気絶している間にジュリアが後からやってきたマスグレイブを射殺し、息を吹き返したイーサンがラビットフットを無事確保する。
任務終了後、イーサンは全てを知ることになったジュリアとともにIMFの面々の祝福を受け、ハネムーンに出かける。

## 登場人物
イーサン・ハント
シリーズを通しての主人公。IMFの諜報員。
現場第一線を退き、後輩を指導する訓練教官を務めていたが、マスグレイブから連絡を受けて現場での任務に復帰。ジュリアやその親族には交通局の職員だと偽っていた。
ジュリアとはバチカンでの作戦に出掛ける直前に結婚した。
ジュリア・ミード
イーサンの婚約者。医師または看護師。
出張と称して度々任務に出掛けるイーサンに対して少なからず不信感を持っていたが、イーサンを信じ結婚。
事件に巻き込まれたことでイーサンの正体を知る。
オーウェン・デイヴィアン
ブラックマーケットの商人。兵器やそれに関する情報、技術を諸国に売り渡している要注意人物だが、IMFが得られている情報は少なく、その正体を掴めずにいた。
イーサンらに拘束された際にイーサンの名を知るとジュリアの存在を突き止めて拉致、彼女の命と引き換えにラビットフットを引き渡すことを要求する。
最後はイーサンとの格闘戦の末にトラックに轢かれて死亡。
ジョン・マスグレイブ
イーサンの上司で作戦責任者。
実はデイヴィアンと結託しており、それをブラッセルの仕業に見えるよう偽装していた。
ラビットフットを中東のバイヤーに届くよう仕向け、それをきっけに軍を動かし、内政干渉することを「民主主義の勝ち」と称し、それが軍のため政府のためだと語る。また、ブラッセルのことは快く思っていなかった。
リンジーは彼の偽装工作に騙され、ブラッセルはIMFの裏切り者だとのメッセージをイーサンに託したが、彼はリンジーが自分とデイヴィアンの関係に気付いていたか、それをイーサンに伝えたかを気にしていた。
セオドア・ブラッセル
IMF局長。リンジーに対するイーサンの評価に懐疑的だったり、無断で作戦を実行したイーサンに怒りを向けたり、あたかもIMF内の悪役かのように描かれるが、ミッション終了後はイーサンに感謝の気持ちを伝える。
ルーサー・スティッケル
第1作から登場するイーサンの相棒的存在。イーサンが婚約を考えていることについて、スパイを続けながらでは結婚生活を長く送るのは難しいと忠告する。
ゼーン・リー
今作でイーサンとチームを組む女エージェント。
デクラン・ゴームリー
今作でイーサンとチームを組むエージェント。

## キャスト
| 役名                         | 俳優                               | 日本語吹替           | 日本語吹替                                            |
| 役名                         | 俳優                               | 劇場公開版           | フジテレビ版                                          |
| ---------------------------- | ---------------------------------- | -------------------- | ----------------------------------------------------- |
| イーサン・ハント             | トム・クルーズ                     | 森川智之             | 森川智之                                              |
| オーウェン・デイヴィアン     | フィリップ・シーモア・ホフマン     | 山路和弘             | 江原正士                                              |
| ルーサー・スティッケル       | ヴィング・レイムス                 | 手塚秀彰             | 銀河万丈                                              |
| ジュリア・ミード             | ミシェル・モナハン                 | 岡寛恵               | 甲斐田裕子                                            |
| ゼーン・リー                 | マギー・Q                          | 魏涼子               | 魏涼子                                                |
| デクラン・ゴームリー         | ジョナサン・リース＝マイヤーズ     | 竹若拓磨             | 坂詰貴之                                              |
| ジョン・マスグレイブ         | ビリー・クラダップ                 | 桐本琢也             | 内田直哉                                              |
| リンジー・ファリス           | ケリー・ラッセル                   | 藤貴子               | 木下紗華                                              |
| ベンジー・ダン               | サイモン・ペッグ                   | 根本泰彦             | 後藤哲夫                                              |
| セオドア・ブラッセル局長     | ローレンス・フィッシュバーン       | 石塚運昇             | 玄田哲章                                              |
| ブラウンウェイ               | エディ・マーサン                   | セバスチャン・ステイ | 駒谷昌男                                              |
| デイヴィアンのボディーガード | ジェフ・チェイス                   | 星野貴紀             | 木村雅史                                              |
| キンブロー                   | マイケル・ベリー・Jr               | いずみ尚             | 青山穣                                                |
| リック                       | アーロン・ポール                   | 阪口周平             | 藤井啓輔                                              |
| ベス                         | カーラ・ギャロ                     | 北西純子             |                                                       |
| レイチェル                   | ベラミー・ヤング                   | 竹村叔子             |                                                       |
| ケビン                       | グレッグ・グランバーグ             | 大西健晴             |                                                       |
| アニー                       | サブラ・ウィリアムズ               | 東條加那子           |                                                       |
| エリー                       | ローズ・ローリンズ                 | 本田貴子             | 東條加那子                                            |
| メリッサ                     | サッシャ・アレクサンダー           | 柳沢真由美           | 瑚海みどり                                            |
| アシュレー                   | トレイシー・ミッデンドーフ         | 清和祐子             | 永吉ユカ                                              |
| 司祭                         | ブルース・フレンチ                 | 金子由之             | 斎藤志郎                                              |
| 病院の牧師                   | ジェームズ・コンクリン             | 相沢正輝             | 浦山迅                                                |
| 看護師サリー                 | アン・ベタンコート                 | 竹口安芸子           | 定岡小百合                                            |
| エージェント・ピート         | ホセ・ズニーガ                     | 吉見一豊             | 古田信幸                                              |
| IMF警備責任者                | ウィリアム・フランシス・マクガイア | 石井隆夫             | 浦山迅                                                |
| 女性2                        | アントニエッタ・デ・ロレンツォ     | 津川祝子             | 永吉ユカ                                              |
| ゲートの警備員               | ジョルジョ・マルケージ             | 原語流用             | 小松史法                                              |
| 男性エージェント             | ティモシー・オマンソン             | 駒谷昌男             | 板倉光隆                                              |
| その他                       | N/A                                | 田村聖子 風間秀郎    | 小橋知子 荻野晴朗 竹田雅則 間宮康弘 寺門真希 杉村憲司 |

- 劇場公開版：VHS・DVD・BD収録。各種配信にも使用。
- フジテレビ版：初回放送2010年3月27日『土曜プレミアム』21:00-23:20

## スタッフ
- 製作：トム・クルーズ、ポーラ・ワグナー
- 監督：J・J・エイブラムス
- 脚本：J・J・エイブラムス、ロベルト・オーチー、アレックス・カーツマン
- 音楽：マイケル・ジアッキーノ
- テーマ音楽：ラロ・シフリン
- 提供：パラマウント映画
- VFX：インダストリアル・ライト&マジック
- メカニカル・デザイン：シド・ミード

### 日本語版
- 字幕翻訳：戸田奈津子

| -              | 劇場公開版 | フジテレビ版               |
| -------------- | ---------- | -------------------------- |
| 演出           | 三好慶一郎 | 伊達康将                   |
| 翻訳           | 岸田恵子   | 岸田恵子                   |
| 翻訳監修       | 桑原あつし | N/A                        |
| 調整           | 池田裕貴   | 田中和成                   |
| プロデューサー |            | 中島良明 小林裕幸 清野真紀 |
| 制作           | 東北新社   | 東北新社                   |

## 製作
製作費1億5000万ドルである。
J・J・エイブラムスにとって、初映画監督作品である。エイブラムスは自分が製作した『エイリアス』の第1シーズンDVDボックスをトム・クルーズに進呈して売り込み、監督の座を獲得した。クルーズは本シリーズの映画製作権を持っており、また毎回、監督を替えるという方針を貫いている。
この映画を製作する上でまずエイブラムスが重要視したのが、テレビシリーズの特色の一つでもあった作品中の「チームワーク」である。1は序盤のテレビシリーズの構図が次第に崩壊しトム・クルーズ演じるイーサン・ハントが苦悩する展開であり、その終盤と続作の2の見せ場はイーサンの独擅場となっていた。本作はチーム要員を編成し、前2作より『スパイ大作戦』の映画化らしい出来にする、という前置きがあり、それに従いテレビシリーズの構図に近い出来となっている。
音楽には、『エイリアス』『Mr.インクレディブル』でスパイ・アクション音楽の経験があり、エイブラムスと組むことが多いマイケル・ジアッキーノが起用された。オープニング曲は、テレビ版のテーマ曲（ラロ・シフリン作曲）をジアッキーノがアレンジしたものである。
撮影は2005年6月にイタリアで開始され、ベルリン、ローマ(イタリア)、バチカン、上海、西塘（浙江省）、ヴァージニア州、カリフォルニア州などでロケが行われた。撮影中にスタントマンが事故で負傷し、映画制作会社を訴える騒動があった。

## プロモーション

### 日本
2006年6月1日、主演のトム・クルーズが、東京 - 新大阪間の新幹線「のぞみ」を借り切った来日キャンペーンを行うことが明らかになり、6月21日に実施された。時刻表にない特別ダイヤで運行し、出発時刻などは混乱を避ける目的で非公開となった。この企画の経費は、「のぞみ」の貸切り料金1,500万円などを含め、約3,000万円とされる。DVDに収録もされた。
トム・クルーズは「第4作はぜひとも日本を舞台にしたい」と述べたが、実現しなかった。

## 公開
2006年5月5日にアメリカ、イギリス、カナダで公開された。当初は2004年5月に公開される予定だった。日本盤DVDは2006年11月17日に発売された（のちにBlu-ray版も発売される）。
日本での配給会社であったユナイテッド・インターナショナル・ピクチャーズ日本法人が約1年半後の2007年12月に解散したため、本作が最後の配給となった。次回作『ミッション:インポッシブル/ゴースト・プロトコル』と第5作『ミッション:インポッシブル/ローグ・ネイション』はパラマウント・ジャパン、第6作『ミッション:インポッシブル/フォールアウト』より東和ピクチャーズが配給することとなった。

## 評価
エイブラムスが得意とする巧みなストーリーテリングや、1作目と2作目を足して割ったようなバランスの良いアクションシーンなどビジュアル面でのブラッシュアップもあり、アメリカの大手映画批評サイトRotten Tomatoesでは70％の評価を獲得している。ただし北米での興行収入は前作よりも8000万ドルほどランクダウンした1億3402万9801ドルと、大ヒットシリーズの続編としてはやや期待はずれな結果になってしまった。これは『宇宙戦争』でのプロモーション中にトム・クルーズが起こした一連の奇行が原因ではないかと言われている。

## 地上波テレビ放映履歴
| 回数 | 放送日        | 放送時間    | 放送分数 | 放送局     | 番組枠             | 吹替版       | 平均世帯 視聴率 | 備考       | 出典   |
| ---- | ------------- | ----------- | -------- | ---------- | ------------------ | ------------ | --------------- | ---------- | ------ |
| 1    | 2009年3月1日  | 21:00-23:14 | 134分    | テレビ朝日 | 日曜洋画劇場       | 劇場公開版   | 15.6%           |            |        |
| 2    | 2010年3月27日 | 21:00-23:20 | 140分    | フジテレビ | 土曜プレミアム     | フジテレビ版 | 13.8%           |            |        |
| 3    | 2011年9月24日 | 21:00-23:10 | 130分    | フジテレビ | 土曜プレミアム     | フジテレビ版 | 12.3%           |            |        |
| 4    | 2012年12月2日 | 21:00-23:10 | 130分    | テレビ朝日 | 日曜洋画劇場       | 劇場公開版   | 11.9%           |            | [ 6 ]  |
| 5    | 2013年11月3日 | 22:20-24:30 | 130分    | テレビ朝日 | 日曜洋画劇場       | 劇場公開版   | 11.4%           | [ 注釈 1 ] | [ 7 ]  |
| 6    | 2017年6月22日 | 13:35-15:40 | 125分    | テレビ東京 | 午後のロードショー | 劇場公開版   |                 | [ 注釈 2 ] | [ 8 ]  |
| 7    | 2020年2月26日 | 13:35-15:40 | 125分    | テレビ東京 | 午後のロードショー | 劇場公開版   | 2.6%            | [ 注釈 3 ] | [ 9 ]  |
| 8    | 2024年6月21日 | 21:00-23:29 | 149分    | 日本テレビ | 金曜ロードショー   | 劇場公開版   | 7.5%            |            | [ 10 ] |
| 9    | 2025年6月6日  | 13:00-15:40 | 160分    | テレビ東京 | 午後のロードショー | 劇場公開版   |                 |            |        |

- 関東地区のみ記載。
- 視聴率はビデオリサーチ調べ。関東地区でのデータ。

## 続編
第4作『ミッション:インポッシブル/ゴースト・プロトコル』が2011年12月16日に封切られた。

## ラビットフット
本作品では「ラビットフット」なる兵器（生物兵器の模様）が登場するが、詳細は明かされない。本作に於けるマクガフィン。
続編であるミッション:インポッシブル/ローグ・ネイションでは、冒頭にてイルサが手にする手錠の鍵に「ウサギの足」のキーホルダーがついており、セルフオマージュとなっている。このことは同作の映像ソフトにおける特典映像でも語られているが、翻訳ミスにより「手錠の鍵がラビットフットの正体」と誤解される要因となった。
そもそも、手錠の鍵がラビットフットだとすれば、ミッション:インポッシブル3のストーリーの辻褄が合わない。あの程度の鍵ならば簡単に複製できるため、リスクを冒し、大枚をはたいてまで手に入れる意味がない。また、デイヴィアンがラビットフットの件でイーサンを尋問していたのはマスグレイブの策略（イーサンに精神的ダメージを与え、妥協を引き出すため）であり、マスグレイブも「ラビットフットが本物か確かめたが、本物だった」と語っている。極めつけに、物語の中で何度も登場し、なおかつ最初に示された「ラビットフットの図」とも符合し、最後の取引現場でマスグレイブが持っていた「生物兵器のようなもの」がラビットフットでないなら、その生物兵器のようなものは何なのかという話になる。